# Międzynarodowy Instytut ds. Szczepionek
Instytut Międzynarodowy Szczepionek (ang. International Vaccine Institute) – międzynarodowa instytucja naukowa, podległa ONZ. Powstała w 1997 w Seulu w ramach Programu Narodów Zjednoczonych ds. Rozwoju. Działania instytutu skupiają się na prowadzeniu innowacyjnych badań z zakresu szczepionek, ocenie sytuacji epidemiologicznej w krajach rozwijających się i udzieleniu pomocy najbiedniejszym obywatelom.